# Coeur fidèle
Coeur fidèle er en fransk stumfilm fra 1923 af Jean Epstein.

## Medvirkende
- Gina Manès
- Léon Mathot
- Edmond Van Daële
- Marie Epstein